# Paradisier rouge
Paradisaea rubra
Espèce
Statut de conservation UICN

 NT  : Quasi menacé
Statut CITES
Le Paradisier rouge (Paradisaea rubra) est une espèce de paradiséidés endémique de l'Indonésie.

## Distribution
Îles à l’ouest du Vogelkop (Waigeo, Gebe, Saonek, Batanta et, potentiellement, Gam).

## Dénomination

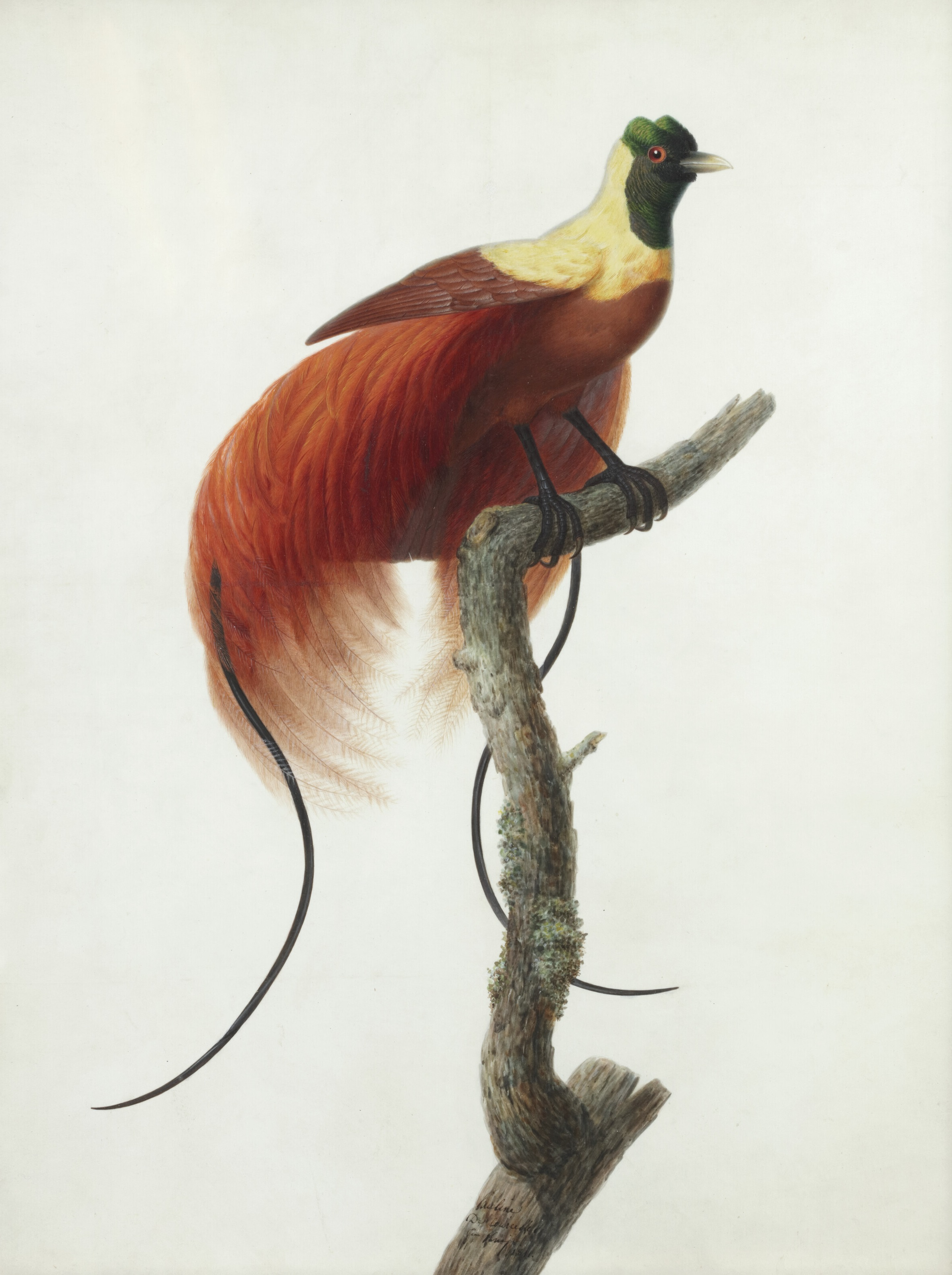
Pauline Rifer de Courcelles, Oiseau de paradis rouge sur une branche, 1811.

Daudin, 1800, avait nommé ce taxon Paradisea rubra dont le nom spécifique vient du latin (ruber : rouge). Wallace visita l’île Waigeo en juin 1860 pour observer et collecter le fameux paradisier rouge. Il constata que cette espèce, qui avait déjà payé un lourd tribut à la plumasserie des Européens, était également fort chassée par les indigènes pour ses plumes ornementales.

## Habitat
Le paradisier rouge s’est installé dans les forêts pluviales de colline et de basse altitude, entre 0 et 600 m (Frith & Frith 2009).

## Alimentation
Elle est méconnue, Frith & Frith (2009) indiquant des fruits et des arthropodes.

## Parade nuptiale
Une zone de lek réunit des mâles occupant des perchoirs traditionnels. Sur l’île Waigeo, un arbre gigantesque situé dans une clairière est occupé par un maximum de dix mâles adultes. Ils sont plus loquaces tôt le matin et tard l’après-midi, et livrent leurs parades nuptiales au moins en juillet et en septembre. Trois types de parade peuvent être distingués sur la zone de lek : la parade de convergence, la parade statique et la séquence d’accouplement donc comme chez le paradisier grand-émeraude mais avec des postures et des mouvements additionnels (Frith & Frith 2009).
Ottaviani (2012) a décrit une séquence vidéo, du site Cornell Lab of ornithology, tournée en octobre 2010 sur l’île de Gam dans l’archipel Raja Ampat par Edwin Scholes. Elle met en scène deux mâles et une femelle en pleine parade nuptiale. Le premier mâle vient se percher sur la branche de parade en lançant des cris obstinés ti-ti-ti-tè-tè-tè-tiou-tiou-tiou tout en battant frénétiquement des ailes et en faisant frémir son panache de plumes rouges ce qui occasionne l’arrivée d’une femelle. Elle observe le mâle mais aussitôt un second mâle arrive (ce qui fait fuir le premier) en reprenant les mêmes démonstrations visuelles et sonores que le premier, chacun tentant de paraître plus à son avantage. Parfois un mâle très excité picore le perchoir ou le flanc de la femelle mais l’accouplement a lieu un peu plus tard quand la parade gagne en intensité.

## Nidification
Elle n’est pas documentée à l’état sauvage mais la photo de Josep del Hoyo, extraite d’une séquence vidéo du site Internet Bird Collection tournée en octobre 2009 à Jurong Bird Park à Singapour, nous donne une idée de la nidification. La femelle a confectionné une coupe volumineuse constituée extérieurement de branchettes et de rameaux dans une cépée de tronc d’arbre, au cœur d’une touffe de tiges fortement feuillues où elle est particulièrement bien dissimulée.

## Statut, conservation
L’espèce est actuellement considérée comme « presque menacée » en raison de la petitesse de sa répartition et de sa population sur fond de dégradation de l’habitat et de perturbation liée à l’activité humaine. Le nord de l’île Waigeo fait l’objet d’un bûcheronnage sélectif, le sud-est a été ravagé par un incendie en 1982 et il y a des pourparlers sur l’octroi d’une concession d’une mine de cobalt. Sur Batanta, les coupes d’arbres ont considérablement réduit son habitat (où la seule aire protégée ne mesure que 100 km2) et l’on connaît mal la tolérance de l’espèce à ces forêts dégradées. À ce tableau des menaces, s’ajoutent des captures pour les peaux et pour le commerce des oiseaux de cage. La réserve naturelle de Pulau Waigeo, établie à la fin des années 1980, couvre 1 530 km2 mais il existe des rapports indiquant que sa superficie pourrait être revue à la baisse de façon substantielle.
En matière de mesures à prendre, BirdLife préconise des études de terrain afin de déterminer la distribution exacte et l’abondance actuelle des populations puis de définir les menaces avec notamment le taux de perte d’habitat, la tolérance aux habitats secondaires et les exigences écologiques de l’espèce. Enfin, il recommande d’assurer l’intégrité des aires protégées comme celle de Pulau Waigeo (BirdLife International 2011).